# Ludovico Basso
Ludovico Basso (Sorengo, 5 giugno 1993) è un ex cestista svizzero.

## Carriera
Ha giocato la sua carriera giovanile nei Lugano Tigers con una parentesi in Italia per la Snaidero Udine, dove viene selezionato per rappresentare la Regione Friuli-Venezia Giulia. In seguito viene convocato dalla Federazione Italiana Pallacanestro (F.I.P) per il Federcamp 2007 svoltosi a Forni di Sopra.
Di ruolo playmaker, ha disputato l'Europeo under-16 nel 2009 con la maglia della nazionale Svizzera (le sue medie: 23,3 minuti; 10,8 punti; 2,7 rimbalzi, 2,3 assist e 1,7 palle recuperate a partita). Inoltre, è stato il terzo miglior tiratore da tre punti della competizione, registrando il 52,9% di precisione da dietro l'arco.
Dal 2008 viene inserito nella rosa del Lugano Tigers, venendo ceduto in prestito al Breganzona. Dal 2009 al 2012 ha giocato nuovamente a Lugano.
Nel 2011 partecipa all'Eurochallenge con i Tigers e allo stesso tempo gioca in 1LN dove registra una media di 26,7 punti a partita.
Ha rappresentato la Nazionale Svizzera agli Europei del 2008 (Bosnia), 2009 (Portogallo), 2010 (Israele), 2011 (Bulgaria).
Chiude la sua carriera dopo aver conquistato il campionato svizzero U23 vincendo il premio di MVP segnando 30 punti in semifinale.

## Post-Carriera
Il 12 settembre 2022, Eurohoops.net, compagnia specializzata in Media & News, tramite un tweet ha annunciato il suo ingresso nello staff front office dei Philadelphia 76ers con il ruolo di scout.

## Palmarès
- Vincitore del premio "Sport e Studio" 2013 rilasciato dall'Università di Lugano. (4 novembre 2013)
- 2008 MVP (U15), 2010 MVP (U17), 2014 MVP (U23)
- Campione di Svizzera: 4

Lugano Tigers (2010) (2011) (2012) (2014)
- Coppa Svizzera: 2

Lugano Tigers (2011) (2012)
- Coppa di Lega Svizzera: 2

Lugano Tigers (2011) (2012)
- Campionato Svizzero giovanile: "2"

Lugano Tigers (2008) (2010)
- Coppa Ticino: "4"

Lugano Tigers (2008) (2009) (2010) (2012)
- Campionati ticinesi: "5"

Lugano Tigers (2005) (2008) (2009) (2010) (2012)
- Campionato delle selezioni: "1"

Selezione Ticino (2008)